# Trilogy (brano musicale)
Trilogy (lett. "Trilogia") è un brano musicale del supergruppo inglese Emerson, Lake & Palmer, pubblicato nell'omonimo album del 1972. Con quasi 9 minuti, è il brano più lungo dell'album.

## Descrizione

### Genesi
La title track è divisa, secondo il suo titolo, in tre sezioni distinte. La prima parte è una romantica ballata per pianoforte cosiddetta "alla Take a Pebble" con parole su una relazione interrotta. L'intera band entra bruscamente con basso, batteria e strati di moog per la seconda parte, che viene suonata in un robusto 5/8 e presenta ampi assoli di Emerson. Per la terza (ed ultima) parte ritorna la voce di Lake mentre tutto il trio continua a suonare, ora in 6/8, prima di finire su una coda dello showbiz. Il brano è stato tentato durante il tour della primavera del 1972, ma si è rivelato difficile da ricreare senza le ampie sovraincisioni negli studi ed è stato eliminato dalla scaletta dopo solo una manciata di spettacoli. Nonostante ciò, la traccia resta popolare tra i fans degli ELP ed è inclusa in quasi tutte le compilation.

### Accoglienza
Casey Elston ha dichiarato che Trilogy era uno dei migliori brani degli ELP, in particolare la "coda d'impatto".
La rivista Rolling Stone, oltre ad aver definito Trilogy uno dei 10 pezzi essenziali del gruppo, ha anche affermato che l'introduzione del brano è quasi una ballata d'amore convenzionale, semplice, allo stesso stile degli Zombies, cioè fino ai riff mostruosi e agli allenamenti barocchi dei sintetizzatori che contengono strati di complessità.
Michael Gallucci di Ultimate Classic Rock colloca il brano al nº 10 della sua perdita della top 10 dei brani degli Emerson, Lake & Palmer.

### Altre presenze
Trilogy è inclusa anche nelle raccolte The Best (1980), The Very Best (2000), Fanfare for the Common Man - The Anthology (2001) e The Essential (2007), e nei box-set The Return of the Manticore (1993), From the Beginning (2007) e Gold Edition (2007).

### Intervista
Quando a Lake è stato chiesto perché il titolo Trilogy, lui ha risposto:
(G. Lake)

## Formazione
- Keith Emerson – tastiere
- Greg Lake – basso, canto
- Carl Palmer – batteria